# Lycos
Lycos — пошукова система і вебпортал, створений 1994 року.

## Історія
В історії пошукових систем, мережі і пов'язаний з народженням Lycos в університеті Меллоун в липні 1994 року. Доктор Майкл Маулдін розвивав ім'я Lycos, названого на честь павука Lycosidae lycosa, ядром нової пошукової системи виступила програма по імені LongLegs, написана Джоном Леавіттом. Маулдін написав пошукову систему Pursuit, яка була призначена, для відновлення і обробки текстів для дуже великих баз даних.
Коли Lycos оприлюднив каталог в 54 000 документів мережі, це додало більшої цінності пошукачеві мережі. Іншими словами, користувачі тепер могли визначити точність своїх зусиль з пошуку потрібної інформації. До серпня 1994 року каталог Lycos досяг 394 000 документів; до січня 1995 року 1.5 мільйона документів, і до листопада 1996 року, більше ніж 60 мільйонів документів - це більше ніж будь-яка інша пошукова система.
Після невдалої спроби перетворити бізнес в софтверної компанії продажу підприємства версію пошуку програмного забезпечення, Девіс зосереджені на створенні компанії в рекламі підтримки вебпорталу. Lycos користувався кілька років зростання протягом 1990-х років і стала самим відвідуваним інтернет призначення у світі в 1999 році, з глобальним присутністю в більш ніж 40 країнах світу. 
У 1996 році компанія завершила швидкий IPO з самого початку, щоб запропонувати в NASDAQ історії. У 1997 році він став одним з перших прибуткових видів бізнесу в Інтернет у світі. У 1998 році Lycos заплатив 58 мільйонів доларів для штатива у спробі «злому порталу ринку». Протягом найближчих кількох років, Lycos набула майже два десятки інтернет брендів, включаючи Gamesville, WhoWhere. 2 серпня 2004 Терра оголосила, що продажі Lycos на Сеул, Південна Корея основі Daum Communications Corporation за $ 95,4 млн готівкою, менше 2% від початкової багатомільярдних інвестицій Терри. У жовтні 2004 року, угода закрита і назва компанії була змінена на ТОВ Lycos половину бізнесу належить Terra був згодом набула за Telefonica. В рамках корпоративної реструктуризації, щоб зосередитися на мобільний, соціальних мережах і на основі визначення місця розташування служить, Daum продано Lycos за $ 36 млн в серпні 2010 року за Ybrant Цифровий, компанія інтернет-маркетингу, що базується в Хайдарабад, Індія.

## Сайти що належать Lycos
- Hotbot - пошукова система